# Кириченко Раїса Опанасівна
Раїса Опанасівна Кириченко (до шлюбу Корж, 14 жовтня 1943, Корещина, Полтавська область — 9 лютого 2005, Київ, Україна) — українська співачка, член Комітету Національних премій України ім. Шевченка (вересень 1999 — жовтень 2001), Герой України.

## Біографія
Народилася 14 жовтня 1943 року в селі Корещина. Першу співочу практику пройшла у Землянківській школі, у громадському житті якої брала участь.
Почала працювати у колгоспі, співала в хорі доярок. Одного разу в село приїхав хор Кременчуцького автозаводу, де спів Раїси почув керівник колективу — Павло Оченаш, який у січні 1961 року запросив її до колективу.
Працювала на Кременчуцькому автомобільному заводі, де і закінчила заочно десятирічку. Не отримувала спеціальної музичної освіти (закінчила Харківський інститут мистецтв лише в кінці 1980-х).
Починаючи з 1962 року співала в ансамблі «Веселка» Полтавської філармонії, там і познайомилась з баяністом Миколою Кириченком, з яким 15 грудня 1963 року одружилася. На запрошення керівника ансамблю «Льонок», Анатолія Пашкевича, сім'я Кириченків переїхала до Житомира. З часом, коли у 1968 році Пашкевич очолив Черкаський народний хор, то члени сім'ї Кириченків увійшли до його складу.
Першою виконала пісню «Два кольори».
У 1979 році Раїсі Кириченко було присвоєно звання Народної артистки УРСР.
У 1983 році у Черкасах для неї був створений фолк-ВІА «Росава» (керівник М. Петрина), та непорозуміння з керівництвом філармонії призводять до того, що У 1987 році Раїса Кириченко повертається до Полтави. Тут у неї виникла власна команда «Чураївна»; після успіху пісні «Пане полковнику» в її репертуарі з'являється все більше поп-шлягерів, вона записується в студії гурту «Фристайл». У світ виходять два компакт-диски Раїси Кириченко — «Долі моєї село» та «Цвіте черемшина».
З вересня 1994 року Раїса Кириченко працювала викладачкою відділу співу Полтавського музичного училища ім. М. В. Лисенка.
У 1995 році після гастролей в Канаді Раїсу Кириченко почали турбувати нирки. Від'їжджає до Німеччини у листопаді 1996 року, де її чотири місяці готували до операції. 12 червня 1998 року в Україні співачці пересадили нирку. Після реабілітації вона повернулась на сцену.
У 1999 році за самовіддану працю, високу професійну майстерність та активну громадянську позицію нагороджена «Орденом княгині Ольги».
Після довгої хвороби у 2000 році співачка переїхала до Києва.

 
Влітку 2002 року, стараннями Раїси Кириченко у її рідному селі Корещина було збудовано церкву та відремонтовано сільську школу, яка отримала статус середньої. Того ж року Раїса Опанасівна виступила на творчому вечорі Леоніда Нечипорука.

Книга «Я козачка твоя, Україно» (ВІККА Новини, 14 вересня 2010)

У 2003 році Раїса Кириченко видала автобіографічну книгу спогадів «Я козачка твоя, Україно» (упорядник: Михайленко Анатолій Григорович). Написання книги тривало 7 років.
|                                                | Сповідь перед тими, кого люблю і для кого співаю |
| — Раїса Кириченко, «Я — козачка твоя, Україно» |                                                  |

31 жовтня 2003 року, Указом президента України «за видатний особистий внесок у справі збереження та примноження національної пісенної спадщини та багаторічну творчу діяльність» Раїсі Кириченко присвоєно звання «Герой України» з врученням Ордена Держави.
У неї не було другорядних пісень, кожна ставала популярною. «Чураївна», «Я козачка твоя», «Жіноча доля», «Мамина вишня» — всі ці пісні відомі не тільки в Україні. Її співом захоплювалися слухачі Канади, Австралії, Німеччини, Польщі, Філіппін, Алжиру, Тунісу та інших країн світу, а також у штаб-квартирі ООН. 
25 листопада 2004 року відбувся останній сольний концерт «Благословляє друзів Раїса Кириченко» на сцені Палацу культури «Україна». 
Майже рік жила без однієї нирки (2004-2005). 1 лютого 2005 року в Національному інституті хірургії та трансплантології Раїсі Кириченко зробили операцію на серці, яке постраждало внаслідок лікування медикаментами, які вона приймала для лікування нирок. Але операція не допомогла.
9 лютого 2005 року Раїса Кириченко померла через хворобу серця у 61-річному віці. Похована в с. Корещина Глобинського району Полтавської області (поруч із могилою її матері, як вона заповіла). Там же поховано і Миколу Кириченка, який помер 7 червня 2013 року.

## Віхи творчості
- 1962–1968 — солістка Полтавської, Житомирської, Херсонської філармонії.
- 1968–1983 — солістка Черкаського народного хору.
- 1983–1985 — солістка Черкаської філармонії.
- З 1987 року — солістка Полтавської філармонії.
- З 1987 року — працювала з власним колективом «Чураївна».

## Дискографія

### Альбоми
- «Ой гарна я, гарна» (1990)
- «Цвіте черемшина» (1995)
- «Долі моєї село» (1995)
- «Цвіте черемшина» (2000)
- «Я — козачка твоя» (2002, 2004, 2008)[20][21]
- «Доля у нас — два крила» (2002, 2008)
- «„Дорогу Спадщину“ Дмитра Луценка співає Раїса Кириченко» (2003)
- «Моя подруго мила» (2008)

### Збірки
- «Кращі пісні (на вірші Дмитра Луценка)» (2006)

Окремі пісні виходили в збірках разом з піснями інших українських артистів.

## Фільмографія
- Музичний фільм «Автограф» (1983)[23][24]
- «Жива Ватра» (1983)[25]
- Музичний фільм «Земле, моя земле» (1986)[26]
- Раїса Кириченко. Бенефіс 1993 р., у 2-х частинах[27][28]
- «Раїса Кириченко. Діагноз — народна»
- «Я вдячна всім, хто вимолив мене у Бога» (2007), у 2-х частинах[29][30] — за життя Раїси Кириченко ТРК «ГЛАС» (Київ) було відзнято першу частину за участі співачки[31][32], а другу частину фільму відзнято за життя Миколи Кириченка вже після смерті Раїси Опанасівни[33][34]
- «Розцвітає рута-м’ята»
- «Тополина земля»
- «Немеркнуча зірка Раїси Кириченко»
- «Навічно піснею» (2013)[35]
- «Диво осені — квітка остання» (2015)[36][37][38] — фільм ТРК «Лтава»
- Випуск програми «Надвечір'я» з Тамарою Щербатюк[39]

## Пам'ять
Вулиці, названі на честь Раїси Кириченко, є в Полтаві, Гребінці, Градизьку, Глобиному, Горішніх Плавнях, Землянках, Кобеляках, Кременчуці, Нікополі, Первомайську, Черкасах, Рунівщині, Святилівці, Смілі.
У селі Корещина:
- у 2002 році споруджено Покровську церкву, за сприяння Раїси Кириченко[40] (висвітлено у документальному фільмі «І слово було Бог...»);
- 13 жовтня 2005 року на батьківській хаті Раїсі Кириченко відкрили меморіальну таблицю[41], а у 2018 році хату перетворено у Музей-садибу «Мамина вишня»[42][43], на подвір'ї якої також встановлено пам'ятник Раїсі Кириченко[44][45][46], а у 2024 році офіційно зареєстровано Меморіальний музей-садибу Героя України, народної артистки України Раїси Кириченко.
- 14 жовтня 2023 року відбулися урочисті заходи з відзначення 80-річчя з дня народження Раїси Кириченко[47][48][49][50].

|                                                                   | [...] перетвореннями в селі задоволена чи не більше, ніж особистими успіхами і нагородами. Та й чи не так має бути? Спочатку митець іде до свого визнання, здобуває авторитет, а потім віддає борг тому селу, тим людям, де народився і зробив перші кроки в царині мистецтва. |
| — Раїса Кириченко, https://umoloda.kyiv.ua/number/2543/169/89859/ | |

У селі Землянки у 2004 році ім'ям Раїси Кириченко названа Землянківська загальноосвітня школа І-ІІІ ступенів, відремонтована за сприяння Раїси Кириченко. Щороку 14 жовтня у Землянківській школі відбувалося відкрите для гостей пісенне свято «Голос рідної землі», яке було у переліку місцевого туристичного маршруту «Стежками Раїси Кириченко». У жовтні 2006 року в стінах школи було відкрито Музей-світлицю Раїси Кириченко, а на подвір'ї школи восени 2008 року на відзначення 65-річчя з дня народження співачки їй встановлено пам'ятник за сприяння Миколи Кириченка. У 2007 році у школі не набралося учнів для 1-го класу, у 2017 році школа була на межі закриття, і у 2021 році школу закрили через малу кількість учнів, а музейну експозицію було перенесено у Музей-садибу «Мамина вишня».
У Полтаві:
- започатковано Всеукраїнський фестиваль — конкурс «Пісенні крила Чураївни» пам’яті Раїси Кириченко[57][58];
- стараннями друзів Раїси Кириченко — Володимира Пащенка, Миколи Ляпаненка, Олексія Чухрая — відкрито музей Раїси Кириченко у Полтавському державному педагогічному університеті імені В. Г. Короленка;
- на будинку, де мешкала Раїса Кириченко, працюючи у Полтавській обласній філармонії, 13 жовтня 2005 року було встановлено меморіальну таблицю співачці[41];
- на вулиці Раїси Кириченко[59] біля адміністративної будівлі ОДТРК «Лтава» 13 жовтня 2012 року було встановлено пам'ятник співачці, на відкритті якого співав Український народний хор «Калина»[60], з яким за життя співпрацювала Раїса Опанасівна[61][62];
- у 2025, Суспільне Полтава створили радіофільм присвячений Раїсі Кириченко[63];
- Раїсу Кириченко внесено до Книги Пошани Полтавської ОДА[64].

У Києві на фасаді будинку, де у 1997–2005 роках мешкала Раїса Кириченко (вулиця Січових Стрільців № 40), їй встановлено меморіальну таблицю.
У Черкасах біля будівлі обласної філармонії у 2018 році встановлено пам'ятник, а в 2023 в будівлі встановлено гравертони Раїси і Миколи Кириченів. Там же проводится щорічний фестиваль-конкурс «Пам'яті Раїси Кириченко».
Український співак Іво Бобул виконав пісню «Молитва за козачку» пам'яті Раїси Кириченко (слова написав Вадим Крищенко, а музику Володимир Домшинський).
Іменем «Раїса Кириченко» названо сорт квітів виду Ірис високий борідковий, який вивела селекціонерка Алла Черногуз (зареєстровано Українською спілкою ірису).

## Дослідження творчості
Творчість Раїси Кириченко досліджуєься, етнографами, мистецтвознавцями, філологами та музикознавцями.
- Кандидат наук із соціальних комунікацій Гліб Кудряшов досліджує біографію Раїси Кириченко та є організатором пам'ятних заходів[78][79][80][81][82][83].
- Кандидатка мистецтвознавства Ярослава Руденко у 2019 захистила дисертаційну роботу «Творчість Раїси Кириченко у контексті музично-пісенного мистецтва Полтавщини (кінець ХХ — початок ХХІ ст.)».

## Нагороди та звання
- Герой України (31.10. 2003 — за видатний особистий внесок у збереження та збагачення української національної пісенної спадщини, багаторічну плідну творчу діяльність).
- Першою отримала Літературно-мистецьку премію імені Дмитра Луценка «Осіннє золото» (2001)[84].
- Нагороджена орденами княгині Ольги; III ступеня (03. 1998), II ступеня (03. 1999) і I ступеня (03. 2001).
- Лавреатка Державної премії України ім. Т. Г. Шевченка (1986). У журналі «Перець» було вміщено привітання у вигляді шаржу[85].
- Народний артист УРСР (1979).
- Заслужений артист УРСР (1973).

## Галерея

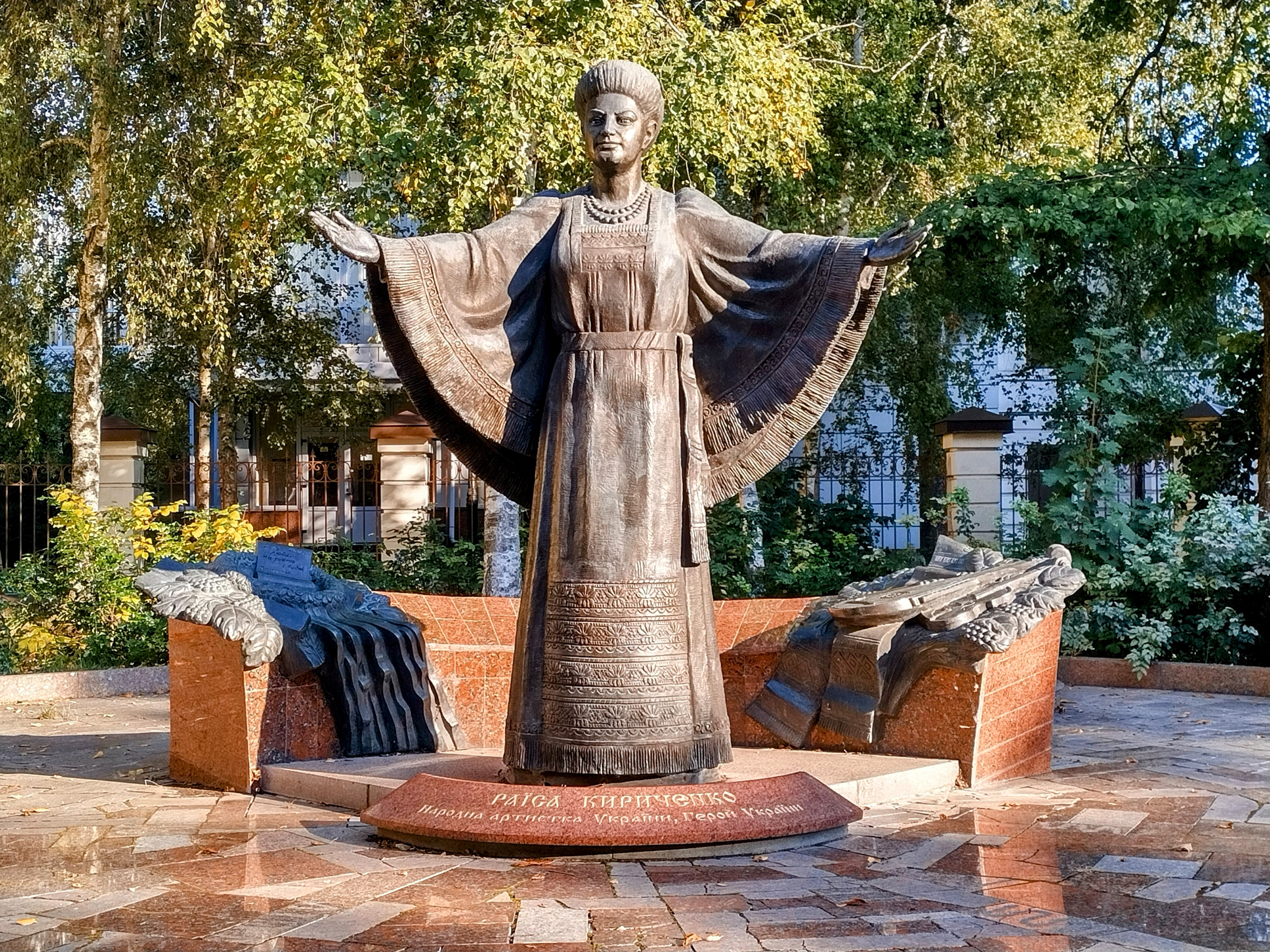
Пам'ятник Раїсі Кириченко у Полтаві
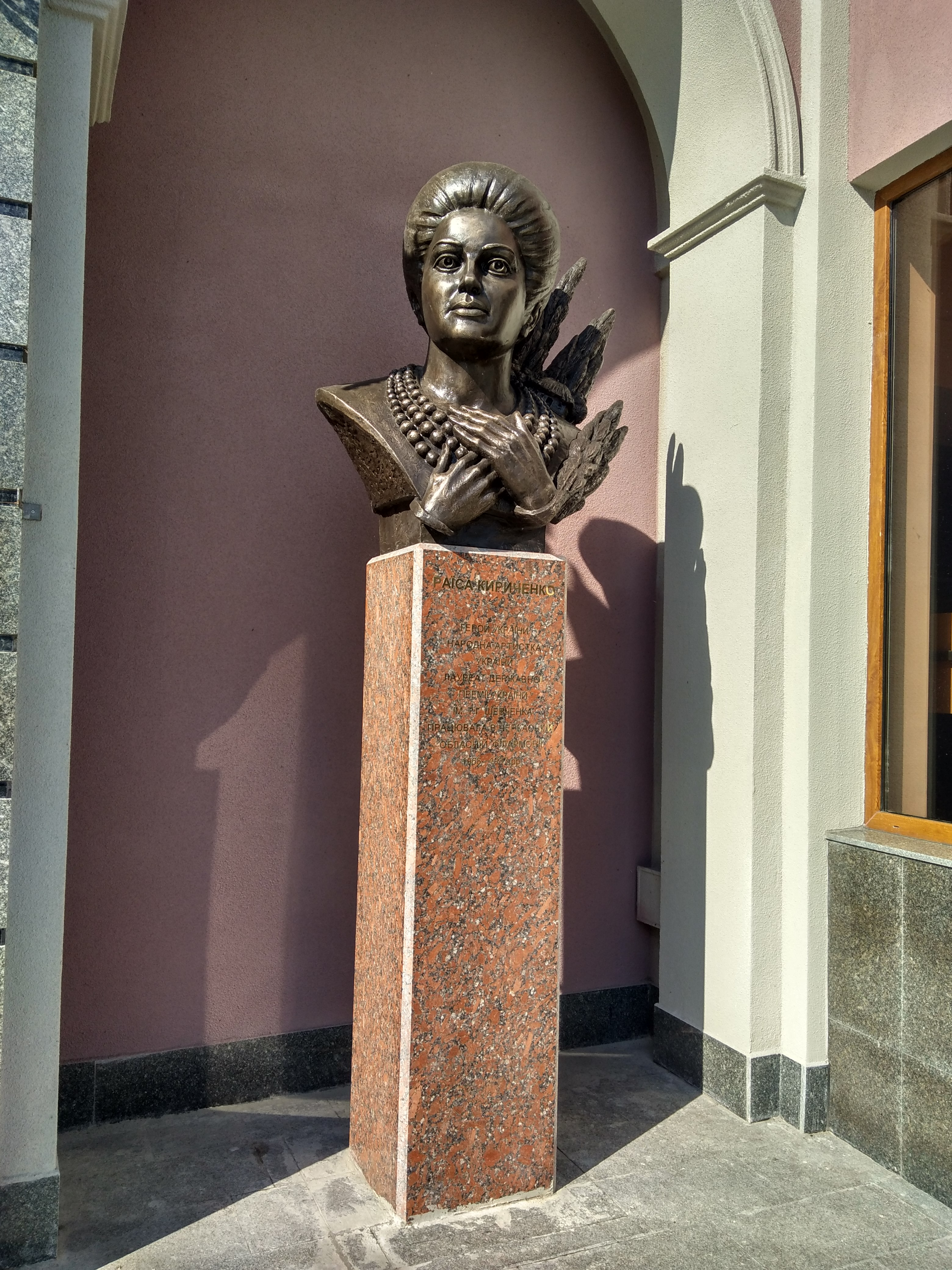
Пам'ятник Раїсі Кириченко біля будівлі Черкаської обласної філармонії
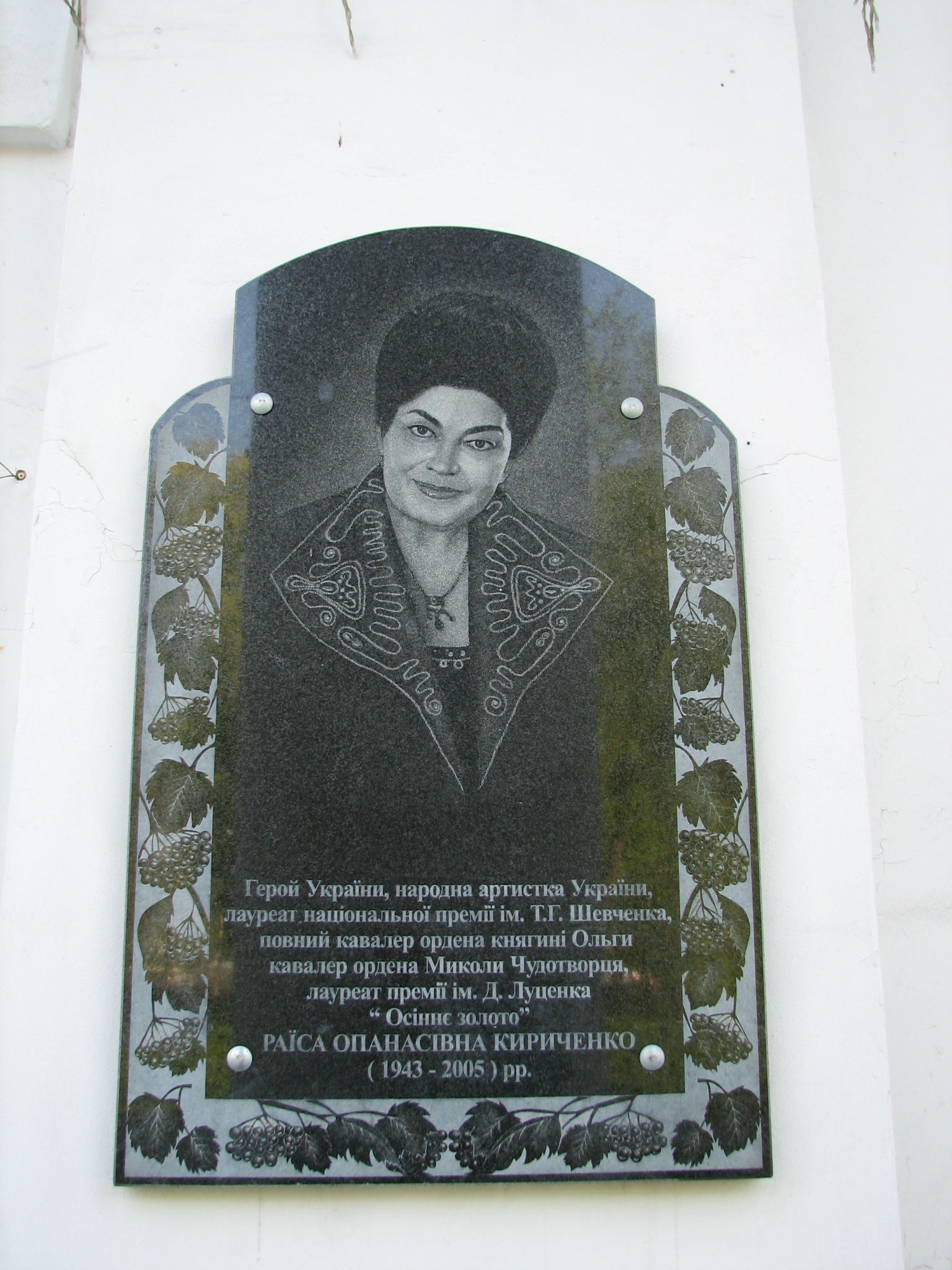
Меморіальна дошка на будинку Малої академії мистецтв у Полтаві
Меморіальна дошка на будинку в якому мешкала Раїса Кириченко в Києві
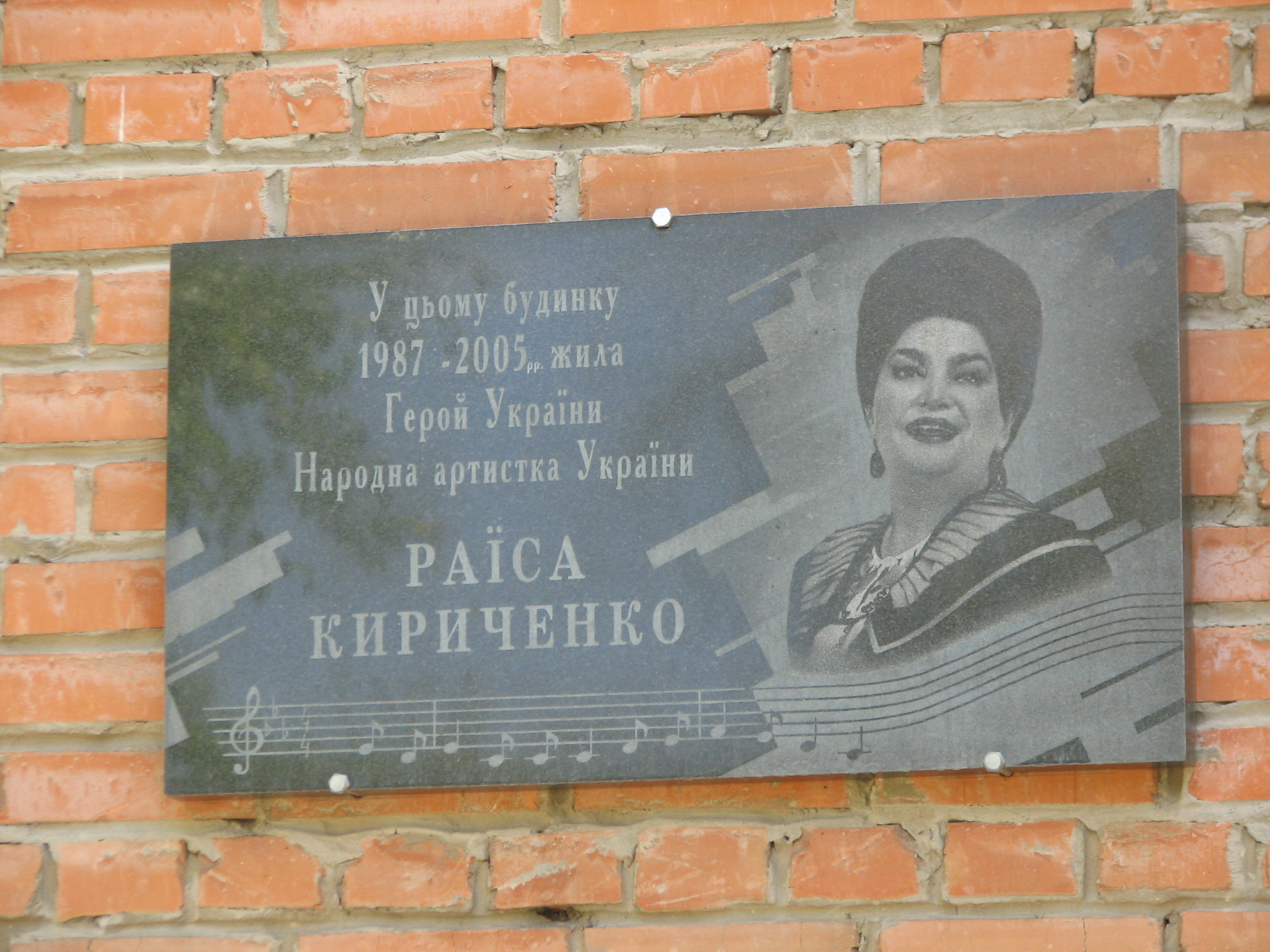
Меморіальна дошка на будинку в якому мешкала Раїса Кириченко в Полтаві